# Монастир (еялет)
41°01′00″ пн. ш. 21°20′00″ сх. д. / 41.01666667° пн. ш. 21.33333333° сх. д.
Еялет Монастир — адміністративно-територіальна одиниця Османської імперії. Існував у 1826—1867 роках з площею 48.907 км². Утворився з еялету Румелія (на теперішніх землях Сербії, Македонії, Албанії, Греції).

## Історія
У 1826 році внаслідок реформи султана Махмуда II з Румелійського еялету виокремлено самостійні еялети Едірне та Салоніки, а сам еялет Румелія перетворено на еялет Монастир. Того ж року головне місто провінції перенесено до Монастиря (сучасне м. Бітола). З огляду на це нерідко виникає плутанина, оскільки помилково вважається продовження існування Румелійського еялету. У 1828—1829 роках північно-східні райони еялету було окуповано під час російсько-турецької війни, зокрема Софія.
У 1846 року з території еялету виділено в окремі провінції Видин та Ниш. Завданням Монастирських пашів було забезпечення османської влади в центральній частині Балканського півострова. Втім, це було складно зробити з огляду на постійні повстання сербів і чорногорців. Також складна ситуація була на албанських землях. У 1867 році еялет перетворено на Монастирський вілайєт.

## Економіка
Основу становило сільське господарство, зокрема хліборобство та садівництво. Працювали копальні цінних металів і різних руд. Проте загалом у 1830—1850-х роках міста й санджаки провінції переживали економічно-соціальну кризу. Про розмір податків, що збирали на той час, замало відомостей.

## Структура
Складався з 4 санджаків: Скутарійського, Охридського, Монастирського та Касторійського.

## Очільники
- невідомо
- Кесе Ахмед Зекерія-паша, 1836—1840
- Мехмед Ділавер-паша, 1840
- Юсуф Мухліс-паша, 1840—1842
- невідомо
- Осман Паша (1844—1845)
- Мехмед Селім Паша (1845—1848)
- Черкез Хафіз Мехмед Паша (1848—1850)
- Пасалли Ісмаїл Паша (1850—1851)
- Мустафа Тосун Паша (1851—1853)
- Алі Різа Мехмед Паша (1853—1854)
- Мажар Осман Паша (1858—1859)
- Ебубекір Рустем Паша (1859—1860 р.)
- Мустафа Паша Алянак (1860—1863)
- Махмуд Паша (1863—1864)
- Ісмаїл Паша (1865—1867)